# Cinema da década de 1960
O cinema da década de 1960 se caracteriza pelos grandes musicais, como o vencedor de dez Oscares Amor, Sublime Amor; por dramas que celebravam a rebeldia da juventude estadunidense; e com Anne Bancroft e Dustin Hoffman quebrando a inocência do american way of life, em A Primeira Noite de um Homem. 
Em 1960, Alfred Hitchcock lança um dos filmes mais famosos da década de 1960: Psicose. 
O aclamado diretor Jean-Luc Godard começa sua carreira com À bout de souffle (br: Acossado) filme francês e um dos mais famosos filmes da Nouvelle Vague, lançado em 1960.
Michelangelo Antonioni dirige A Aventura com Monica Vitti e Gabriele Ferzetti no elenco principal, considerado por muitos sua obra-máxima, primeira parte da não oficial trilogia da incomunicabilidade. 
Federico Fellini lança um dos seus filmes mais famosos com A Doce Vida, com Marcello Mastroianni e Anita Ekberg no elenco principal.

## 1961
Jean-Pierre Melville lança Léon Morin, prêtre (br: Léon Morin - Padre), o elenco principal foi composto por Emmanuelle Riva e Jean-Paul Belmondo.
Alain Resnais dirige o clássico filme O ano passado em Marienbad.
Blake Edwards dirige o filme que deixou Audrey Hepburn famosa, o clássico Bonequinha de Luxo.
Michelangelo Antonioni dirige A Noite, com Marcello Mastroianni, Jeanne Moreau e Monica Vitti no elenco principal, segunda parte da não oficial trilogia da incomunicabilidade.

## 1962
David Lean dirige Peter O'Toole num dos grande clássicos da história do cinema: Lcerimônia nce da Arábia, venceu 7 das 10 indicações que recebeu no Oscars, incluindo Melhor Filme e Melhor Diretor
Jean-Luc Godard dirige Anna Karina no aclamado filme Vivre sa Vie (br: Viver a Vida).
François Truffaut lança um dos filmes mais aclamados de sua carreira com Jules et Jim (br: Jules e Jim - Uma Mulher para Dois) com Jeanne Moreau no elenco principal.
Stanley Kubrick lança o polêmico Lolita.
Agnès Varda lança o filme mais famoso de sua carreira com Cléo de 5 à 7, um dos filmes mais importantes da Nouvelle Vague.
Andrei Tarkovsky dirige seu primeiro filme: A Infância de Ivan.
Michelangelo Antonioni dirige L'eclisse, com Monica Vitti e Alain Delon no elenco principal, última parte da não oficial trilogia da incomunicabilidade.
Nesse ano Gregory Peck estrela To Kill a Mockingbird (O Sol é Para Todos) dando a ele o Oscar de melhor ator na cerimônia de 1963.

## 1963
Jean-Luc Godard dirige Brigitte Bardot em um de seus filmes mais aclamados com O Desprezo.
Alfred Hitchcock dirige o clássico filme do gênero terror Os Pássaros.
Federico Fellini dirige 8½ considerado o melhor filme do diretor.

## 1964
Stanley Kubrick lança sua aclamada comédia de humor negro Dr. Strangelove (br: Dr. Fantástico),  com o elenco principal Peter Sellers e George C. Scott.
Hiroshi Teshigahara dirige um dos melhores filmes japoneses de todos os tempos, o clássico A Mulher da Areia, indicado ao Oscars de Melhor Filme Estrangeiro e ganhou o Prêmio Especial do Júri no Festival de Cannes.
Walt Disney lança seu musical vencedor do OSCAR, "Mary Poppins" estrelado por Julie Andrews e Dick Van Dyke.
nesse mesmo ano, o musical "My Fair Lady", estrelado por Eliza Dolittle, inspirado no musical da broadway estrelado por Julie Andrews.
Jacques Demy lança Os Guarda-Chuvas do Amor com Catherine Deneuve, considerado um dos melhores musicais de todos os tempos.
Michelangelo Antonioni dirige Il deserto rosso com Monica Vitti como a protagonista.

## 1965
O aclamado s diretor Jean-Luc Godard usa cores fortes em Pierrot le Fou (br:O Demônio das Onze Horas) com Jean-Paul Belmondo e Anna Karina considerado um dos seus melhores filmes.
Julie Andrews atua num dos mais famosos musicais de todos os tempos no filme A Noviça Rebelde, dirigido por Robert Wise. O filme venceu 5 das 10 indicações no Oscars.
(Doutor Jivago) é um drama, épico, guerra e romance, dirigido por David Lean. O filme é baseado no romance homônimo de 1956 de Boris Pasternak.
Ganhou cinco prêmios, nas categorias de Melhor Roteiro Adaptado, Melhor Direção de Arte - A Cores, Melhor Fotografia - A Cores, Melhor Figurino - A Cores e Melhor Trilha Sonora.

## 1966
Ingmar Bergman lança seu filme mais aclamados: Persona, seu primeiro filme com Liv Ullmann e considerado por muitos um dos 10 melhores filmes de todos os tempos.
Robert Bresson dirige Au hasard Balthazar (br: A Grande Testemunha), uma de suas obras mais aclamadas.
Andrei Tarkovsky dirige o épico Andrey Rublev, considerado por muitos como um de seus melhores filmes.
Michelangelo Antonioni dirige Blow-up, um dos seus filmes mais aclamados.
O famoso diretor italiano Sergio Leone lança Três Homens em Conflito, considerado um dos melhores faroestes de todos os tempos.

## 1967
Robert Bresson dirige Mouchette, um dos seus filmes mais deprimentes.
Um dos mais famosos filmes franceses de todos os tempos, O Samurai dirigido por Jean-Pierre Melville e com Alain Delon como o protagonista.
Luís Buñuel dirige Catherine Deneuve no clássico A Bela da Tarde.
Jacques Tati dirige e atua em Tempo de Diversão, considerado uma das melhores comédias de todos os tempos.

## 1968
Stanley Kubrick lança a mais aclamada ficção científica de todos os tempos com  2001: Uma Odisseia no Espaço, vencedor de 1 das 4 indicações que recebeu no Oscars.
Roman Polanski dirige Mia Farrow no clássico do suspense Rosemary's Baby (br: O Bebê de Rosemary).
O famoso diretor italiano Sergio Leone lança outra obra prima do gênero faroeste, o clássico C'era una volta il West (br: Era Uma Vez No Oeste).

## 1969
George Roy Hill dirige o clássico filme de aventura/faroeste Butch Cassidy and the Sundance Kid (br: Butch Cassidy) com Paul Newman e Robert Redford.
John Schlesinger dirige o filme Midnight Cowboy (Perdidos na Noite) com Dustin Hoffman e Jon Voight Ganhador do Oscar de melhor filme de1970.
John Wayne estrela o filme True Grit (Bravura Indômita) o que finalmente lhe daria o Oscar de melhor ator em 1970.